# أحمد بن إبراهيم
الشيخ أحمد بن إبراهيم بن حمد بن محمد بن حمد بن عبد الله بن عيسى ، وعشيرة آل عيسى بن علي أهل الوشم وشقراء، هم من ذرية علي بن عطية بن زيد، وزيد هو ابن سويد بن زيد بن سويد بن زيد ابن حرام بن أبي سويد بن زيد بن نهد بن زيد بن أسلم بن ليث بن سود بن إلحاف بن مالك بن إلحاف بن مالك بن قضاعة بن مالك بن حمير بن سبأ بن يشجب بن يعرب بن قحطان، وقحطان هو ابن هود عليه السلام.

## مولده ونشأته:-
ولد في الخامس عشر من ربيع الأول ، لعام 1253 هـ ، وتعلم مبادئ القراءة والكتابة ، وحفظ القرآن عن ظهر قلب، ثم شرع في القراءة على والده رحمه الله، في جميع أنواع العلوم مثل:

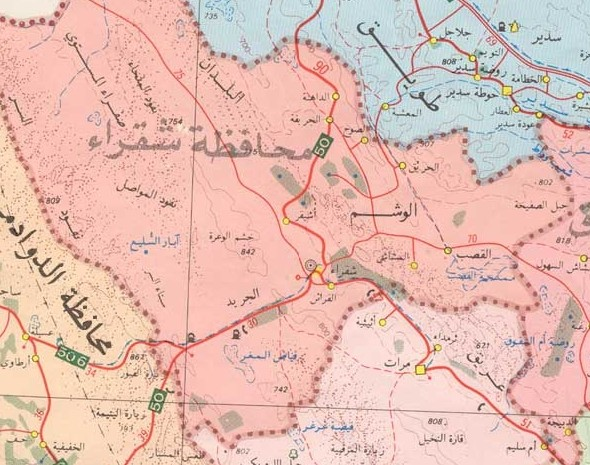
هذه خريطة بلدة شقراء ، التي تقع في إقليم الوشم ، شمال غربي الرياض.

- كتب العقيدة
- الفقه
- الحديث

وكثير من العلوم الشرعية .

## مشائخه وطلبه للعلم:-
- الشيخ الزاهد القاضي والد المترجم له، الشيخ إبراهيم بن حمد بن محمد بن حمد بن عيسى .
- الشيخ عبد الرحمن بن حسن بن شيخ الإسلام الشيخ محمد بن عبد الوهاب رحمه الله
- الشيخ عبد اللطيف بن الشيخ عبد الرحمن
- مفتي الديار النجدية الشيخ عبد الله بن عبد الرحمن أبا بطين رحمه الله [2]
- الشيخ حسين بن محسن الأنصاري
- الشيخ صالح بن حمد المبيض قاضي الزبير .
- الشيخ نعمان أفندي الألوسي الحسيني رحمه الله

## تلاميذه:-
الشيخ عبد الله بن حسن بن حسين بن علي بن الشيخ حسين بن الشيخ محمد بن عبد الوهاب رحمهم الله
- الشيخ عبد القادر بن مصطفى التلمساني
- وغيرهم الكثير

## وفاته:-
توفي في بلدة المجمعة إحدى بلدان سدير ، سنة 1329 هـ .